# Amblypodia maymyoia
Amblypodia maymyoia är en fjärilsart som beskrevs av Robert Christopher Tytler 1926. Amblypodia maymyoia ingår i släktet Amblypodia och familjen juvelvingar. Inga underarter finns listade i Catalogue of Life.